# Nemmersprijs
De Frederic Esser-Nemmersprijs in de wiskunde wordt tweejaarlijks uitgereikt door de Northwestern University in de Verenigde Staten. De prijs werd aanvankelijk samen met een andere prijs toegekend, de Erwin Plein-Nemmersprijs in de economie als onderdeel van een donatie van $14 miljoen van de broers Nemmers. Zij beoogden een prijs in het leven te roepen die even prestigieus zou worden als de Nobelprijs. Daarom wordt het merendeel van de inkomsten toegevoegd aan de hoofdsom om het prijzengeld te vergroten. Desondanks is de Nemmersprijs op dit moment al de "vermoedelijk grootste geldprijs die in de Verenigde Staten bestaat specifiek voor een academische topprestatie in de wiskunde."  
De prijs bestaat nu uit een stipendium van $150.000. Tevens wordt de winnaar geacht enkele weken aan de Northwestern University te verblijven.

## Toegekend aan
- 2018 Assaf Naor
- 2016 János Kollár
- 2014 Michael J. Hopkins[1]
- 2012 Ingrid Daubechies
- 2010 Terence Tao
- 2008 Simon Donaldson
- 2006 Robert Langlands
- 2004 Michail Gromov
- 2002 Yakov G. Sinai
- 2000 Edward Witten
- 1998 John H. Conway
- 1996 Joseph B. Keller
- 1994 Yuri I. Manin

## Voetnoten
1. ↑  Nemmersprijs 2014